# 1-Methoxy-1-buten-3-in
1-Methoxy-1-buten-3-in ist eine chemische Verbindung aus der Stoffgruppe der Enolether und der Alkine. Sie wird aufgrund ihrer vielfältigen Reaktionsmöglichkeiten in der chemischen Technik zur Synthese verschiedener organischer Verbindungen verwendet.

## Herstellung
Die Synthese von 1-Methoxy-1-buten-3-in erfolgt durch die exotherme Reaktion von Diacetylen mit Methanol.
Die Reaktionsführung ist aufgrund der Instabilität von Diacetylen nicht einfach. Ein großtechnische Anlage mit einer Monatskapazität von 60 t zur Herstellung von 1-Methoxy-1-buten-3-in-Lösung in einem vollkontinuierliches Verfahren wurde 1964 von den Chemischen Werken Hüls errichtet. Dabei wird eine methanolische Diacetylenlösung mit einer 15- bis 20%igen Kaliumhydroxid-Lösung bei 100 °C und erhöhtem Druck in zwei hintereinandergeschalteten Röhrenreaktoren zu 1-Methoxy-1-buten-3-in umgesetzt.

## Verwendung
Mit Schwefelsäure wird die Enolether-Gruppe von 1-Methoxy-1-buten-3-in gespalten und es bildet sich 3-Butinal.
Durch die Umsetzung mit Methanol und Kaliumhydroxid ist das ungesättigte Acetal 1,1-Dimethoxy-2-butin zugänglich.
Die Addition von Wasser an 1,1-Dimethoxy-2-butin ergibt 4,4-Dimethoxy-2-butanon, ein Zwischenprodukt zur Herstellung von Pyrimidinen, Oxazolen und Pyrazolen.